# Liam Williams
Liam Brian Williams (Swansea, 9 aprile 1991) è un rugbista a 15 britannico, internazionale per il Galles, che gioca nel ruolo di estremo o tre quarti ala nei Saracens.

## Biografia
Cresciuto nel Waunarlwydd, in cui trascorse tutte le giovanili e nella cui prima squadra riuscì ad assommare un paio di presenze, passò nel 2009 al Llanelli che lo fece debuttare nella Welsh Premier Division.
Due anni più tardi esordì nella franchise regionale di Llanelli, gli Scarlets, in Pro12.
Il 2 giugno 2012 debuttò internazionalmente a Cardiff contro i Barbarians in un incontro cui la federazione gallese riconobbe lo status di test match.
Fece parte della squadra gallese che partecipò alla Coppa del Mondo di rugby 2015 in Inghilterra e alla fine della stagione 2016-17 si laureò campione del Pro12 con gli Scarlets.
In quello stesso anno fu convocato nei British Lions per il loro tour in Nuova Zelanda, nei cui tre test match contro gli All Blacks ebbe l'occasione di venire schierato.
Dalla stagione 2017-18 milita in Inghilterra nei Saracens, formazione da lui scelta per motivi familiari, essendo legato sentimentalmente a una modella gallese che lavora a Londra.

## Palmarès
- Pro12: 1
Scarlets: 2016-17
- Premiership: 2
Saracens: 2017-18, 2018-19
- Champions Cup: 1
Saracens: 2018-19